# Citropsis daweana
Citropsis daweana är en vinruteväxtart som beskrevs av Swingle & Kellerm.. Citropsis daweana ingår i släktet Citropsis och familjen vinruteväxter. Inga underarter finns listade i Catalogue of Life.